# The Last Chapter
The Last Chapter è una miniserie televisiva canadese del 2002 diretta da Richard Roy, prodotta da Claudio Luca e scritta da Luc Dionne.
Realizzata e prodotta in due lingue: inglese e francese, è stata trasmessa dalla Canadian Broadcasting Corporation (CBC) nella versione inglese e dalla Société Radio-Canada (SRC) nella versione francese, con il titolo Le Dernier Chapitre, dal 23 aprile 2002. La fiction TV è divisa in sei puntate ed è stata distribuita da Distribution Ciné Télé-Action Inc. ed in DVD per il Canada da Morningstar Entertainment. Ha avuto un seguito, intitolato The Last Chapter II: The War Continues (2003).

## Trama
La miniserie racconta la storia di uno dei più grandi gruppi di motociclisti del Canada denominati Triple Sixers. Il loro dominio si estende, tramite vari sottogruppi, lungo i territori che vanno da Halifax a Vancouver con un'unica eccezione per i territori dell'Ontario.

### Prima e seconda puntata
Zip O'Conners, capo del gruppo di Montréal, conosce le grandi opportunità commerciali dei freschi territori dell'Ontario e nonostante non tema la lotta con i gruppi già presenti, sa che l'espansione dei Triple Sixers lì, non sarà comunque facile. O'Conners affida il duro compito a Bob Durelle capo dei Devil Riders già stabili in Ontario.
Bob dimostra il suo valore uccidendo uno dei maggiori signori della droga Colombiani nascostosi a Montreal guadagnandosi così il rispetto ed un buon prezzo sugli affari con i Toronto Triple Sixers. Bob ritiene inoltre positiva l'unione del gruppo di Toronto, capitanato da Ross Desbiens che subentra al fratello Glen O'Sullivan, con quello di Montreal, ma alla fine prenderanno due vie separate.
Ross organizza il suo gruppo dei Sixers a Toronto con non poche difficoltà e Bob in opposizione si organizza con il suo gruppo dei Sixers di Montreal, anch'esso non senza difficoltà ed in più sembra che anche la polizia inizi ad interessarsi a queste formazioni di motociclisti che circolano sui territori, ed in particolar modo se ne interessa Bill Guenette un poliziotto esperto di motociclisti.
I problemi fra i due gruppi nella divisione della droga diventano sempre maggiori e le cose precipitano quando Ricky Jones, un socio e motociclista del gruppo di Ross, viene assassinato e le accuse cadono su Bob che però nega di aver compiuto il fatto. Ross si convince che Bob ne sia responsabile, come anche il resto del suo gruppo che diventa sempre più ingovernabile, fino a che ben presto attentano alla vita di Bob.

### Terza e quarta puntata
Il giorno successivo all'attentato di Bob, Roots Racine, uno dei più forti e spietati motociclisti dei Sixers di Québec compare a Toronto e O'Conners cerca di convincere Bob che il responsabile dell'attentato possa essere proprio lui. Nel frattempo alcuni uomini di Bob vengono arrestati durante una vendetta contro gli uomini di Ross, il quale sente che le cose stanno sfuggendo da ogni controllo. Ross cerca quindi di parlare con Bob per risolvere la questione ma O'Sullivan l'incaricato alla mediazione non esegue gli ordini di Ross. Roots intanto sta anche cercando di espandere il suo potere nei territori di Ross, il quale finalmente riesce a contattare Bob ed insieme a porre fine all'estensione di Roots. Ross ritiene di essere però rimasto dalla parte sfavorita dell'accordo e decide di allearsi e così il suo gruppo, ai Matadores uno dei maggiori gruppi dei Sixers.
A questo punto Ross sospetta che Bob intenda dichiarare guerra aperta a lui ed al suo gruppo ed il sospetto diventa maggiore quando sua moglie viene uccisa da un'autobomba che era destinata a lui stesso. Bob al funerale della moglie di Ross cerca di convincerlo che lui non sia responsabile ma a Ross rimane il dubbio. Entrambi cercano comunque di contenere la situazione mentre muoiono sempre più membri di entrambi i gruppi. Infine Giacalone il capo dei Godfather di Toronto riunisce Bob e Ross con la notizia che O'Conners e O'Sullivan, due del gruppo di Bob, sono stati arrestati per l'omicidio della moglie di Ross. La notizia sconvolge Bob e conferma invece i dubbi di Ross che ritiene che i due essendo del gruppo di Bob abbiano agito comunque sotto ordine di Bob stesso; Ross lo ritiene definitivamente responsabile.

### Quinta e sesta puntata
Bob dal canto suo capisce solo ora che gli omicidi erano stati ordinati direttamente da O'Conners che aveva agito all'oscuro ed autonomamente. O'Conners infatti aveva scoperto che l'espansione in Ontario dei Sixers non andava a suo favore come aveva sperato e che l'accordo iniziale tra Ross e Bob lo aveva tagliato fuori dal mercato e quindi il suo bersaglio era stato Ross ma le cose non erano andate come dovevano. Bob è furioso con O'Conners che ha interferito e perché ora Ross lo ritiene comunque colpevole e così la loro amicizia si è definitivamente rotta.
La polizia nel frattempo viene a conoscenza da O'Sullivan che sia Bob che O'Conners lo avevano usato per gli omicidi, grazie alla sua testimonianza arrestano così Bob, ma da sola non basta e Bob sarà probabilmente rilasciato. Ross è consumato dal desiderio di vendetta su Bob, parla dunque con O'Sullivan e lo convince a rovesciare la testimonianza così che Bob rimane in prigione. Frustrato dalla sconfitta l'agente Guenette lascia quindi la polizia.
Bob anche se dalla prigione cerca di mettere a posto le cose con Ross offrendogli una tregua che Ross rifiuta meditando la vendetta definitiva. Bob si sente veramente in pericolo, da un lato viene lasciato dalla moglie Karen che porta con sé i figli, sente il fiato di Ross sul collo e dall'altro lato Guenette, che anche se ha lasciato la polizia, gli fa sapere di essere al corrente che l'omicidio del signore della droga è stata opera sua.

## Cast principale
- Michael Ironside, interpreta Bob Durelle
- Roy Dupuis, interpreta Ross Desbiens
- Frank Schorpion, interpreta Zip O'Connors
- Marina Orsini, interpreta Karen Durelle la moglie di Bob durelle
- Céline Bonnier, interpreta Wendy Desbiens la moglie di Ross Desbiens
- Dan Bigras, interpreta Roots Racine
- Michel Forget, interpreta l'ispettore Bill Guénette
- Francis X. McCarthy, interpreta Glen O'Sullivan
- Fanny La Croix, interpreta Sarah Durrelle
- Morgan Freeman, interpreta Jonathan Durrelle
- Giancarlo Caltabiano, interpreta Paul O'Connors
- Don Fiore, interpreta Pietro Giacalone

## Premi e candidature

### Gemini Awards 2002
- Candidato come miglior musiche per la serie tv: Michel Cusson
- Candidato come miglior attore co-protagonista: Michel Forget
- Candidato come miglior attore: Michael Ironside
- Candidato come miglior attrice: Céline Bonnier
- Candidato come miglior montaggio: Claude Palardy

## Distribuzione internazionale
- La miniserie è uscita in DVD dal 25 giugno 2003 in Norvegia e dal 14 gennaio 2007 in Svezia.
- Il titolo della versione francese della serie è Le Dernier Chapitre.